# Scopula suffundaria
Scopula suffundaria är en fjärilsart som beskrevs av Walker 1861. Scopula suffundaria ingår i släktet Scopula och familjen mätare. Inga underarter finns listade.